# Gouville-sur-Mer
Gouville-sur-Mer – miejscowość i gmina we Francji, w regionie Normandia, w departamencie Manche. W 2013 roku populacja gminy wynosiła 2043 mieszkańców. 
1 stycznia 2016 roku połączono dwie wcześniejsze gminy: Gouville-sur-Mer oraz Boisroger. Siedzibą gminy została miejscowość Gouville-sur-Mer, a nowa gmina przyjęła jej nazwę. 
Dnia 1 stycznia 2019 roku nastąpiły kolejne zmiany administracyjne. Do Gouville-sur-Mer włączono ówczesne gminy Anneville-sur-Mer, Montsurvent oraz Servigny. Siedzibą gminy pozostała miejscowość Gouville-sur-Mer. 